# Kloster Hogots
Das Hogots-Kloster (armenisch Հոգոց վանք Hogots vank, Armenisch: Kloster des Heiligen Geistes) war ein armenisches Kloster im westlichen Teil des Landkreises Gürpınar bei Van in der heutigen Türkei. Es befand sich fünf Kilometer nordwestlich des Dorfes Özlüce.
Das 528 gegründete Kloster zählte zu den wenigen nennenswerten Klöstern des Bezirks Antzevasiq im historischen Armenien, der Teil der Provinz Vaspurakan war. Im siebzehnten Jahrhundert wurde es das bedeutendste religiöse Zentrum des Bezirks Norduz im Vilâyet Van des Osmanischen Reiches. Der Priester Vahan (armenisch Վահան Քահանայ) war der letzte bekannte Priester des Klosters vor dem Völkermord 1917. Dabei fielen fast hundert armenische Frauen und Kinder, die sich dort eingeschlossen hatten, den Flammen zum Opfer.